# Antoni Obrador Vidal
Antoni Obrador Vidal (Palma, 1956) és un interiorista mallorquí. Pioner en la creació, el 1980, d'un equip multidisciplinari de treball, al qual denominà Denario. El seu despatx està integrat per professionals de l'arquitectura, el disseny, el paisatgisme, la decoració i l'interiorisme.
Aconsegueix crear una perfecta simbiosi entre la casa dissenyada i el client que li encarrega el projecte. Gran creador d'ambients, esteta i perfeccionista, la voluntat de crear una imatge global el condueix a dissenyar fins al darrer detall: des de l'estructura de l'edifici fins al disseny del logotip, la imatge corporrativa i el vestuari d'un hotel de cinc estrelles. Ha sabut conciliar el respecte a l'arquitectura tradicional illenca i la creació d'ambients confortables que exigeix la vida actual.
Ha aparegut a les millors revistes d'interiorisme del món i ha estat objecte de nombrosos reportatges a diaris i setmanaris, i entre els seus clients hom hi troba Adolfo Suárez, Sebastià i Gabriel Escarrer, Miquel i Llorenç Fluxà, Matias Khün, Claudia Schiffer, Ben Jakober, Pep Pinya, famílies March i Fierro, Cristina Macaya, Hotel Son Net, rehabilitació de La Residencia de Deià, rehabilitació de l'Hotel Son Vida, Centre Cultural Contemporani Pelaires i molts més.
El 2005 va rebre el Premi Ramon Llull.